# 茲懷湖
茲懷湖（Lake Zway或Lake Ziway）是埃塞俄比亞東非大裂谷的湖泊，位於阿的斯阿貝巴以南約60英哩奧羅米亞州和南方各族州接壤的邊境。
茲懷湖長31公里、闊20公里，湖泊面積440平方公里，最大深度8.9米，集水區面積7,025平方公里，海拔1,636米。茲懷湖魚產豐富，每年出產2,454噸魚穫，有鳥類和河馬在湖中棲息。

## 外部連結
- ILEC Database entry for Lake Zway